# Cristina Comencini
Cristina Comencini (Roma, Itàlia, 8 de maig de 1956) és una directora, guionista i escriptora italiana.

## Biografia
Va estudiar com la seva germana al Liceu Chateaubriand, un liceu francès a Roma.
Filla de Luigi Comencini i de Giulia, filla de la princesa Eleonora Grifeo de Partanna, col·labora molt de temps amb el pare com a escenògrafa: així signa els televisius "Il matrimonio de Caterina" (1982), "Cuore" (1984) i "La storia" (1986) i el llargmetratge cinematogràfic Buon Natale, Buon Anno (1989). Després de la llicenciatura en Economia i Comerç, amb Federico Caffè, s'estrena en direcció el 1988 amb Zoo, seguida per I divertimenti della vita privata (1990), La fine è nota (1992, de la novel·la de Geoffrey Holliday Hall), Matrimonis (1998). El 1995 ha signat la transposició cinematogràfica del best-seller de Susanna Tamaro Ves on et porti el cor. Després Liberati i pesci (2000) i Il più bel giorno della mia vita (2001) va portar a la pantalla amb èxit la seva novel·la La bestia nel cuore el 2005. Comencini és també escriptora de novel·les. Entre d'altres, cal recordar Pagine strappate (1991), Passione di famiglia (1994), Il cappotto del turco (1997) i Matrioska (2002). El 2006 Cristina es va estrenar en direcció teatral amb la posada en escena d'un text seu, Due partite, un viatge per l'univers femení, interpretat per Margherita Buy, Isabella Ferrari, Marina Massironi i Valeria Milillo, que va representar Itàlia, en la categoria de millor film en llengua estrangera, en la cerimònia dels Oscars 2006.
Va ser la joveníssima mare de dos fills en dos anys, Carlo i Giulia, mentre el tercer, Luigi, el va tenir amb 36 anys de la unió amb Riccardo Tozzi, productor de televisió i cinema. L'any abans va ser àvia de Tay, filla del primogènit Carlo, aleshores amb disset anys. La seva filla Giulia Calenda va col·laborar amb ella en els guions d'Il più bel giorno della mia vita i La bestia nel cuore.

## Filmografia
Les seves pel·lícules més destacades són:

### Com a directora
- 2001: Un Altro mondo è possibile
- 2012: Un giorno speciale

### Com a directora i guionista
- 1989: Zoo
- 1990: I divertimenti della vita privata
- 1993: La fina è va anotar
- 1996: Va' dove ti va portar cuore
- 1998: Matrimoni
- 2000: Liberate i pesci !
- 2002: Il più bel giorno della mia vita)
- 2005: La bestia nel cuore
- 2008: Bianco e nero
- 2011: Quando la notte
- 2015: Latin Lover

### Com a guionista
- 1989: Buon Natal… buon anno, de Luigi Comencini

### Com a actriu
- 1969: Casanova, un adolescent a Venècia de Luigi Comencini - Angela

## Llibres
- Les pàgines arrencades (1994)
- Passió de família (1997)
- Germanes (1999)
- Matriochka (2002)
- La Bèstia al cor (2007)
- Quan la nit (2011)
- Lucy (2015)